# Гайнінген
Гайнінген (нім. Heiningen) — громада в Німеччині, знаходиться в землі Баден-Вюртемберг. Підпорядковується адміністративному округу Штутгарт. Входить до складу району Геппінген.
Площа — 12,46 км2. Населення становить 5156 ос. (станом на 31 грудня 2020).